# António de Oliveira Salazar
António de Oliveira Salazar, portugalski politik in diktator, * 27. april 1889, Vimieiro, Santa Comba Dão, Portugalska, † 27. julij 1970, Lizbona, Portugalska.
Salazar, ki je imel formalno položaj predsednika portugalske vlade kar 36 let (1932-1968), že pred tem pa ministra za finance, je uvedel avtoritarno desničarsko oblast brez demokratičnih svoboščin v državi, ki jo je nadzoroval s pomočjo tajne policije PIDA. Med špansko državljansko vojno je podpiral nacionaliste generala Franca. V drugi svetovni vojni je ohranjal nevtralnost države, dovolil pa je zaveznikom uporabo portugalskega ozemlja za vojaške baze. Predvsem Azori so postali pomembno oporišče v bitki za Atlantik. Po vojni je zapletel državo v dolgo kolonialno vojno za ohranitev portugalskih kolonij v Afriki, ki je trajala od 1961 do 1974. Naposled je bil 25. aprila tega leta njegov režim pod vodstvom njegovega naslednika Caetana strmoglavljen v t. i. revoluciji nagljev (Revolução dos cravos) pod vodstvom častnikov portugalske vojske.